# تلمبه شهید زنگی‌آبادی
تلمبه شهید زنگی‌آبادی یک منطقهٔ مسکونی در ایران است که در دهستان مشیز واقع شده‌است. تلمبه شهید زنگی‌آبادی ۹۰ نفر جمعیت دارد.